# Zealandotachina latifrons
Zealandotachina latifrons là một loài ruồi trong họ Tachinidae.